# Kabinett Cerar

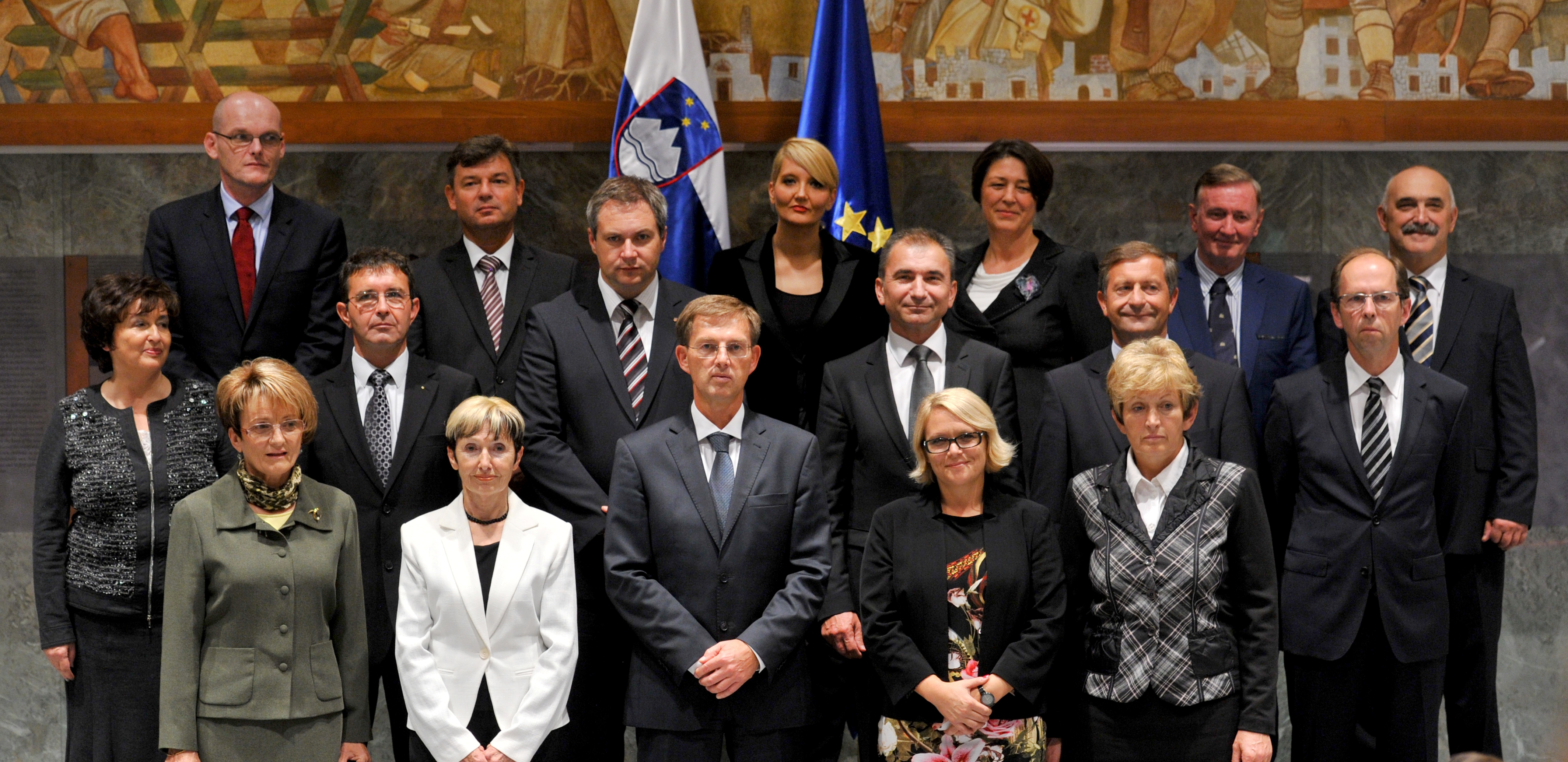
Gruppenfoto Regierungsmitglieder des Kabinett Cerar nach der Vereidigung (2014)

Das Kabinett Cerar bildete vom 18. September 2014 bis August 2018 slowenische Regierung.

## Mitglieder
| Amt                                                                                | Amtsinhaber | Partei |
| ---------------------------------------------------------------------------------- | --- | ------ |
| Ministerpräsident                                                                  | Miro Cerar | SMC    |
| Außenminister und Vize-Ministerpräsident                                           | Karl Erjavec | DeSus  |
| Minister für Landwirtschaft, Forstwirtschaft und Ernährung, Vize-Ministerpräsident | Dejan Židan | SD     |
| Innenministerin                                                                    | Vesna Györkös Žnidar | SMC    |
| Verteidigungsminister                                                              | Andreja Katič | SD     |
| Finanzminister                                                                     | Mateja Vraničar Erman | SMC    |
| Justizminister                                                                     | Goran Klemenčič | SMC    |
| Minister für Wirtschaft und Technologie                                            | Zdravko Počivalšek | SMC    |
| Minister für öffentliche Verwaltung                                                | Boris Koprivnikar | SMC    |
| Ministerin für Arbeit, Familien, Soziales und Gleichstellung                       | Anja Kopač Mrak | SD     |
| Gesundheitsministerin                                                              | Milojka Kolar | SMC    |
| Ministerin für Bildung, Wissenschaft und Sport                                     | Maja Makovec Brenčič Stanka Setnikar Cankar (zurückgetreten 6. März 2015) Klavdija Markež (zurückgetreten 1. April 2015) | SMC    |
| Infrastrukturminister                                                              | Peter Gašperšič | SMC    |
| Kulturministerin                                                                   | Julijana Bizjak Mlakar                                                                                                   | DeSUS  |
| Ministerin für Umwelt und Raumordnung                                              | Irena Majcen | DeSUS  |
| Minister für die Slowenen im Ausland                                               | Gorazd Žmavc | DeSuS  |

## Ausgeschiedene Mitglieder
- Jožef Petrovič (Rücktritt am 17. Oktober 2014)
- Violeta Bulc, Vize-Ministerpräsidentin und Ministerin für Entwicklung und strategische Projekte (EU-Kommissarin ab 1. November 2014)
- Stanka Setnikar Cankar (Rücktritt Anfang März 2015, nachdem hohe Nebeneinkünfte bekanntgeworden waren)[5]
- Dušan Mramor, Rücktritt als Finanzminister am 13. Juli 2016.[6]